# 傑西·奎恩
傑西·奎恩（英語：Jesse Joseph Quin；1981年9月3日—）是英國的一位歌手、作詞家和製作人。他是英國樂隊基音樂隊最年輕的成員，在樂隊中擔當貝司。

## 外部連結
- Keanemusic – Official Keane site
- Myspace （页面存档备份，存于） – Official site